# 主税局 (琉球政府)
主税局（しゅぜいきょく）は、琉球政府の行政事務部局のひとつ。政策の立案などを所管した。
1965年8月1日の機構改革において、計画局の外局の「主税庁」から昇格したものである。

## 所掌事務
主税局の所掌事務は以下の通りである（1972年5月14日現在）。
- 政府税の制度の調査、企画及び立案に関すること
- 税務に関すること
- 税関業務に関すること

## 組織
主税局の組織は以下の通りである（1972年5月14日現在）。外局はない。

### 内部部局
- 局長直属
  - 総務課
- 税制室
- 税務部
  - 徴収課
  - 直税課
  - 間税課
  - 調査査察課
- 税関部
  - 業務課
  - 鑑査課

### 支分部局
- 税務署
- 税関

### 附属機関
- 税務相談所